# 塔失帖木儿
塔失帖木儿（?—?），又译达识帖睦迩、答失铁木儿。元朝大臣，元泰定帝时中书右丞相。
元仁宗时，塔失帖木儿以驸马知枢密院事。元英宗即位，封为蓟国公，泰定二年（1325年），任中书右丞相，监修国史。泰定四年（1327年），和左丞相倒剌沙同领内史府四斡耳朵事。致和元年（1328年），泰定帝驾崩，倒剌沙在上都（今内蒙古自治区正蓝旗东）立阿速吉八为元天顺帝，奉命与梁王王禅等引军分道攻打在大都（今北京）称帝的元文宗，被元文宗属下的燕帖木儿率军击溃，塔失帖木儿归降文宗。天历二年（1329年），任御史大夫，改知枢密院事。监察御史弹劾他依附倒剌沙，与王禅举兵犯阙，于是罢官。